# Bildstock (Kronach, Am Pförtchen)

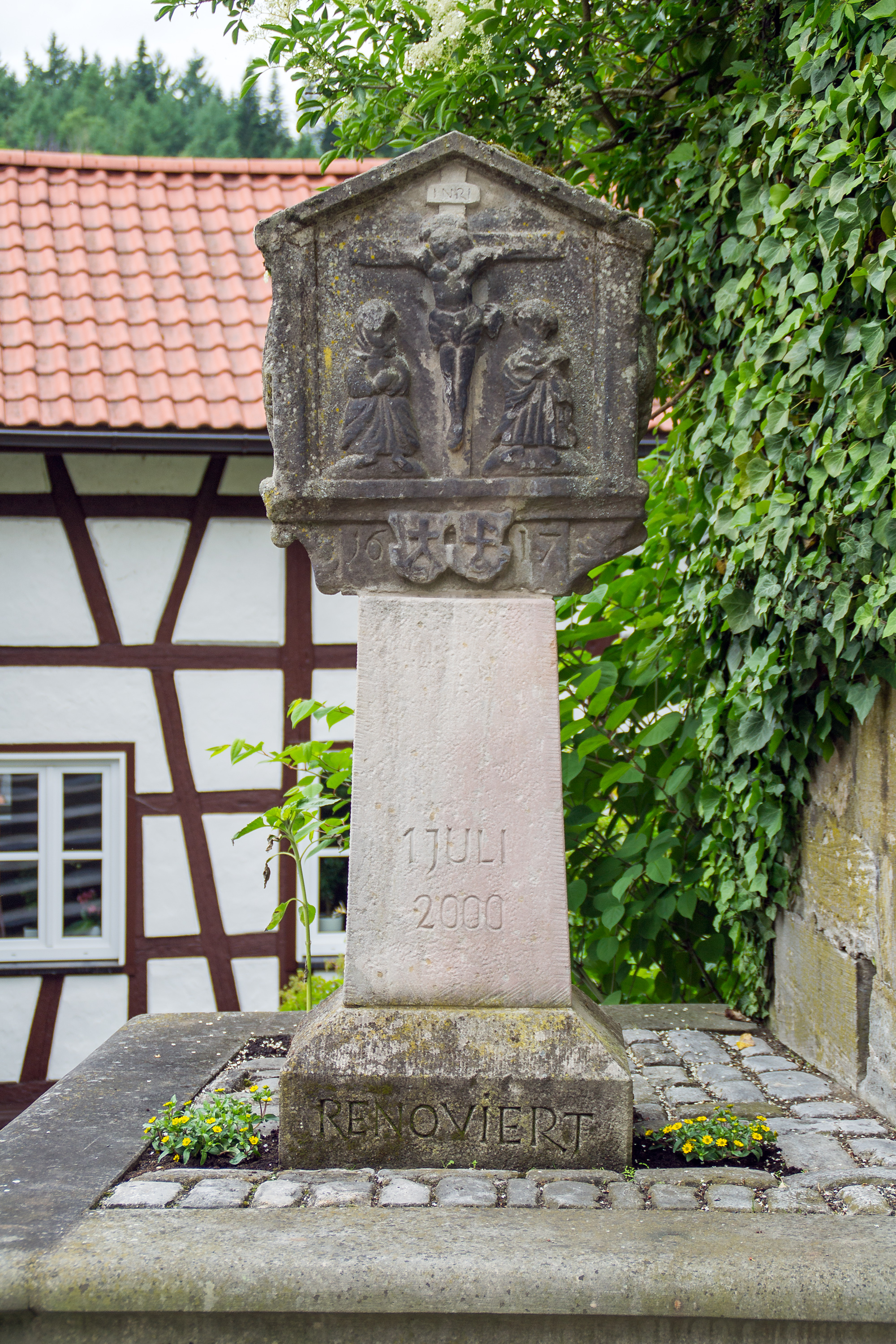
Vorderseite des Bildstocks mit diversen Inschriften

Der Bildstock im Einmündungsbereich der Judengasse in die Straße Am Pförtchen ist ein unter Denkmalschutz stehendes Kleindenkmal in der oberfränkischen Stadt Kronach.
Der aus Sandstein gefertigte Bildstock ruht auf einem einfachen, vierseitigen Sockel, in dessen nach Osten gerichtete Vorderseite der Schriftzug „RENOVIERT“ eingemeißelt ist. Über dem Sockel erhebt sich ein kurzer, ebenfalls einfach gehaltener, vierseitiger Schaft, der sich nach oben hin verjüngt; er trägt an der Ostseite die Inschrift „1. JULI 2000“. Den Abschluss des Kleindenkmals bildet ein 1617 entstandener vierseitiger Aufsatz, dessen flaches Giebeldach früher mit einem Ankerkreuz bekrönt war. Die beiden Schmalseiten des Aufsatzes sind mit vier Zweigen verziert, die in der Form eines Kreuzes zusammengesetzt sind. An den Hauptseiten befinden sich gleichartige Reliefs der Kreuzigungsgruppe. Unter dem Relief an der Vorderseite sind zwei Hauszeichen eingearbeitet, deren Bedeutung nicht geklärt ist, links und rechts davon befinden sich die Zahlen 16 und 17, Bestandteile der Jahreszahl 1617.
Der Standort des Bildstocks, zu dem der Aufsatz ursprünglich gehörte, ist nicht bekannt. Das Fragment befand sich jahrelang in der Gartenanlage des Anwesens Am Pförtchen 5, bevor der Aufsatz im Jahr 2000 mit neuem Sockel und Schaft wieder zu einem vollständigen Bildstock ergänzt und an seinem heutigen Standort aufgestellt wurde.